# Beichlingen
Beichlingen ist ein Ortsteil der Stadt Kölleda im Landkreis Sömmerda in Thüringen.

## Geografie
Beichlingen liegt fünf Kilometer nördlich von Kölleda im Thüringer Becken am Südrand der Schmücke. Zum östlichen Teil der Gemarkung gehört der bewaldete Künzelsberg (380,1 m ü. NN).

## Geschichte

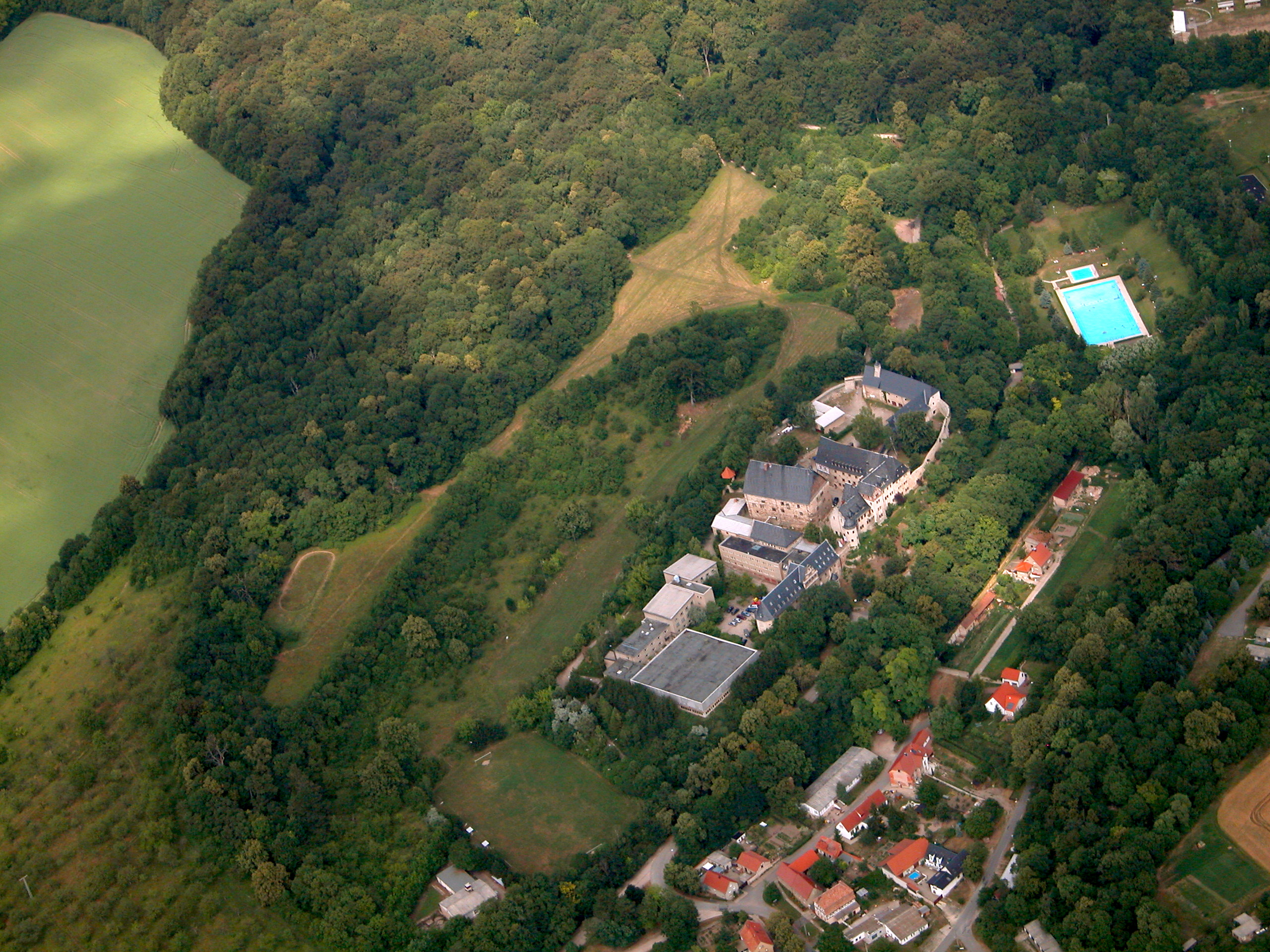
Beichlingen mit Schloss Luftaufnahme

Beichlingen wurde 1014 erstmals urkundlich erwähnt. Das gleichnamige Grafengeschlecht von Beichlingen hatte hier auf dem oberhalb der Gemeinde liegenden Schloss Beichlingen seinen Stammsitz, später die Grafen von Werthern-Beichlingen.
Beichlingen war in den Jahren 1618 bis 1690 von Hexenverfolgungen betroffen. Eine Frau und zwei Männer gerieten in Hexenprozesse.
Im April 1945 wurde der Ort von US-Truppen besetzt. Anfang Juli wurden diese von der Roten Armee abgelöst. Diese bezog Quartier im zum Rittergut gehörenden Oberweimarischen Hof („Die Schäferei“), der danach auch „Russenhof“ oder „Roter Hof“ genannt wurde.
Am 1. Juli 1950 wurde die bis dahin eigenständige Gemeinde Altenbeichlingen eingegliedert.
Im Jahre 1969 wurde die Ingenieurschule für Veterinärmedizin „Kurt Neubert“ in Beichlingen gegründet. Drei Hörsäle, drei Lehrlabore, ein Großtieroperationsraum, ein Behandlungsraum für Kleintiere, drei Wohnheime mit insgesamt 468 Plätzen, eine Mensa, eine Sporthalle und weitere Einrichtungen entstanden bis 1984. Nach Ende des Berufsbilds Veterinäringenieur wurde die Schule 1992 geschlossen.
Zu DDR-Zeiten wurde im Ort ein Zentrales Pionierlager betrieben.
Im Oktober 2017 stimmte der Gemeinderat für die Eingliederung in die Stadt Kölleda. Diese wurde laut Landtags-Drucksache 6/6060 im Gesetzesentwurf für das Thüringer Gesetz zur freiwilligen Neugliederung kreisangehöriger Gemeinden im Jahr 2019 (ThürGNGG 2019) zum 1. Januar 2019 vollzogen. Zuvor gehörte die Gemeinde Beichlingen bereits der Verwaltungsgemeinschaft Kölleda an. Altenbeichlingen war ein Ortsteil der Gemeinde Beichlingen.

### Einwohnerentwicklung
| - 1994: 670 - 1995: 659 - 1996: 666 - 1997: 672 - 1998: 649 - 1999: 613 | - 2000: 613 - 2001: 598 - 2002: 573 - 2003: 568 - 2004: 589 - 2005: 594 | - 2006: 578 - 2007: 576 - 2008: 572 - 2009: 563 - 2010: 564 - 2011: 514 | - 2012: 512 - 2013: 505 - 2014: 502 - 2015: 510 - 2016: 511 - 2017: 498 |

Datenquelle: Thüringer Landesamt für Statistik

## Politik

### Gemeinderat
Der Gemeinderat aus Beichlingen setzte sich zuletzt aus 8 Ratsfrauen und Ratsherren zusammen. Er wurde alle fünf Jahre neu gewählt.
| Sitzverteilung des Gemeinderates 2014Insgesamt 8 Sitze - FWG: 7 - FSV: 1 |                                             |          |        |          |        |          |        |          |        |          |        |      |  |      |      |
| Parteien und Wählergemeinschaften                                        | Parteien und Wählergemeinschaften           | 2014     | 2014   |          | 2009   | 2009     |        | 2004     | 2004   |          | 1999   | 1999 |  | 1994 | 1994 |
| Parteien und Wählergemeinschaften                                        | Parteien und Wählergemeinschaften           | Anteil a | Sitze  | Anteil a | Sitze  | Anteil a | Sitze  | Anteil a | Sitze  | Anteil a | Sitze  |      |  |      |      |
| Freie Wählergemeinschaft b                                               | FWG                                         | 86,0     | 7      | 72,2     | 6      | 74,1     | 6      | 65,1     | 3      | –        | –      |      |  |      |      |
| Freizeitsportverein Beichlingen                                          | FSV                                         | 14,0     | 1      | 27,8     | 2      | 25,9     | 2      | –        | –      | –        | –      |      |  |      |      |
| Sozialdemokratische Partei Deutschlands                                  | SPD                                         | –        | –      | –        | –      | –        | –      | 34,9     | 3      | 50,3     | 5      |      |  |      |      |
| Bauernverband/Landfrauen                                                 | BAUERN                                      | –        | –      | –        | –      | –        | –      | –        | –      | 49,7     | 3      |      |  |      |      |
| prozentualer Anteil ungültiger Stimmabgaben                              | prozentualer Anteil ungültiger Stimmabgaben | 3,6      |        | 8,2      |        | 8,6      |        | 7,7      |        | 4,6      |        |      |  |      |      |
| Sitze gesamt                                                             | Sitze gesamt                                | 8        | 8      | 8        | 8      | 8        | 8      | 8        | 8      | 8        | 8      |      |  |      |      |
| Wahlbeteiligung                                                          | Wahlbeteiligung                             | 58,2 %   | 58,2 % | 54,8 %   | 54,8 % | 62,4 %   | 62,4 % | 71,7 %   | 71,7 % | 73,1 %   | 73,1 % |      |  |      |      |

### Bürgermeister
Der ehrenamtliche Bürgermeister Lutz Bauer wurde am 18. September 2005 gewählt. Er wurde zuletzt am 24. September 2017 mit 95,6 % der Stimmen in seinem Amt bestätigt.
Seit 2024 ist René Görlitz Bürgermeister.

### Ortsfreundschaft
- Seit 2002 besteht eine Ortsfreundschaft mit Berlichingen in Baden-Württemberg.

## Kultur und Sehenswürdigkeiten
- Schloss Beichlingen
- Evangelische Dorfkirche „St. Aegidius“: Nachfolgebau der 1930 abgebrannten Kirche (Lage→)
- Erbbegräbnis der Grafen von Werthern-Beichlingen auf dem Kirchhof. Auch die letzten Besitzer von Schloss Beichlingen bis 1945, Thilo von Werthern-Beichlingen (1914–1986) und seine Frau Walpurgis geb. Prinzessin zu Stolberg-Wernigerode (1921–1992), sowie Elisabeth Gräfin von Werthern sind dort beerdigt.
- Reihe mit sechs Gräbern von deutschen Soldaten – fünf von ihnen junge Nachrichtensoldaten –, die am 11. April 1945 beim Einmarsch der US-Truppen gefallen sind, auf dem Kirchhof
- Granit-Findling vor dem Kirchhof mit den Namen von 16 Soldaten aus dem Ort, die nicht aus dem Ersten Weltkrieg zurückgekehrt sind

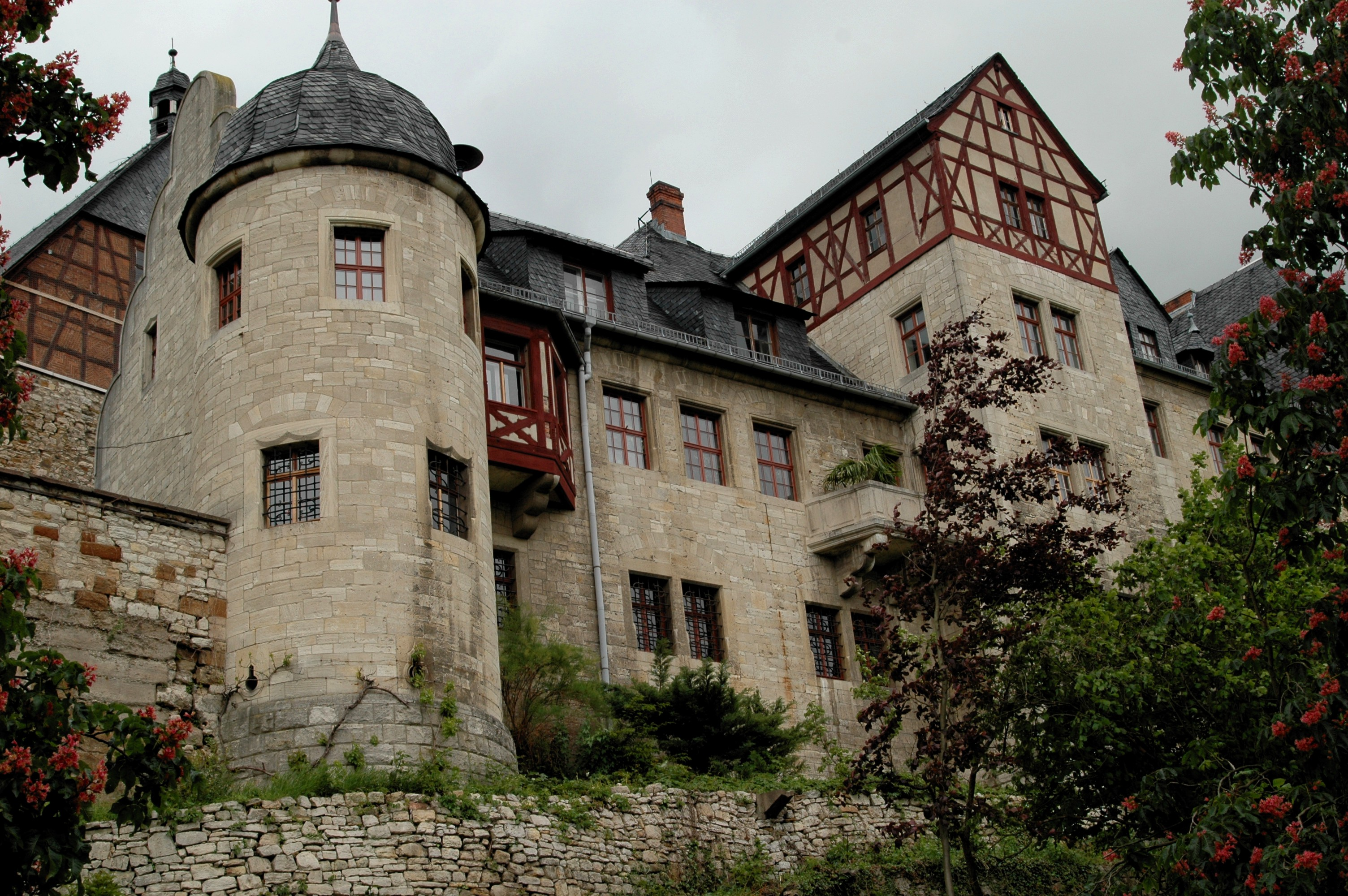
Schloss Beichlingen (2006)
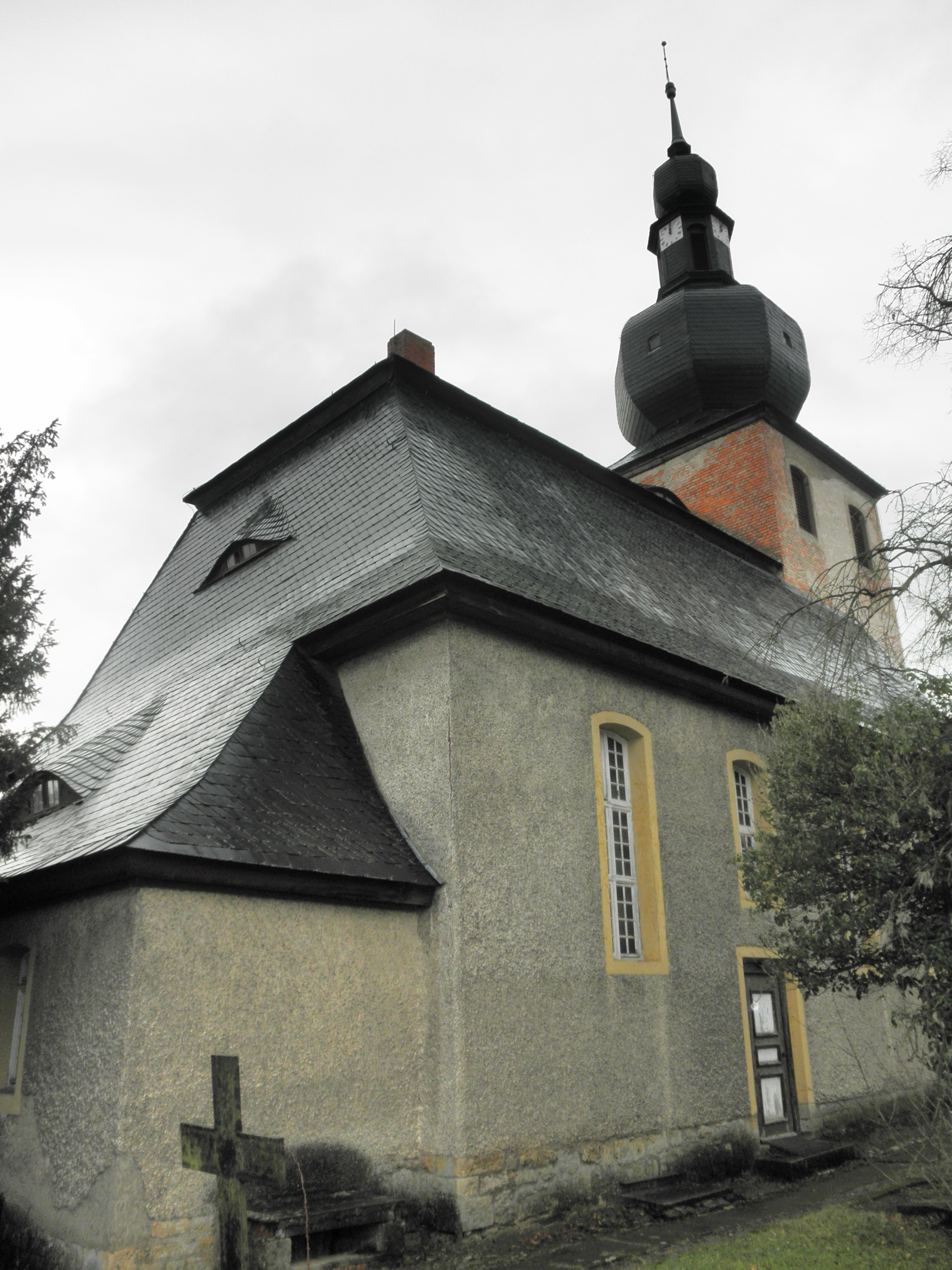
Kirche St. Aegidius in Beichlingen (2012)
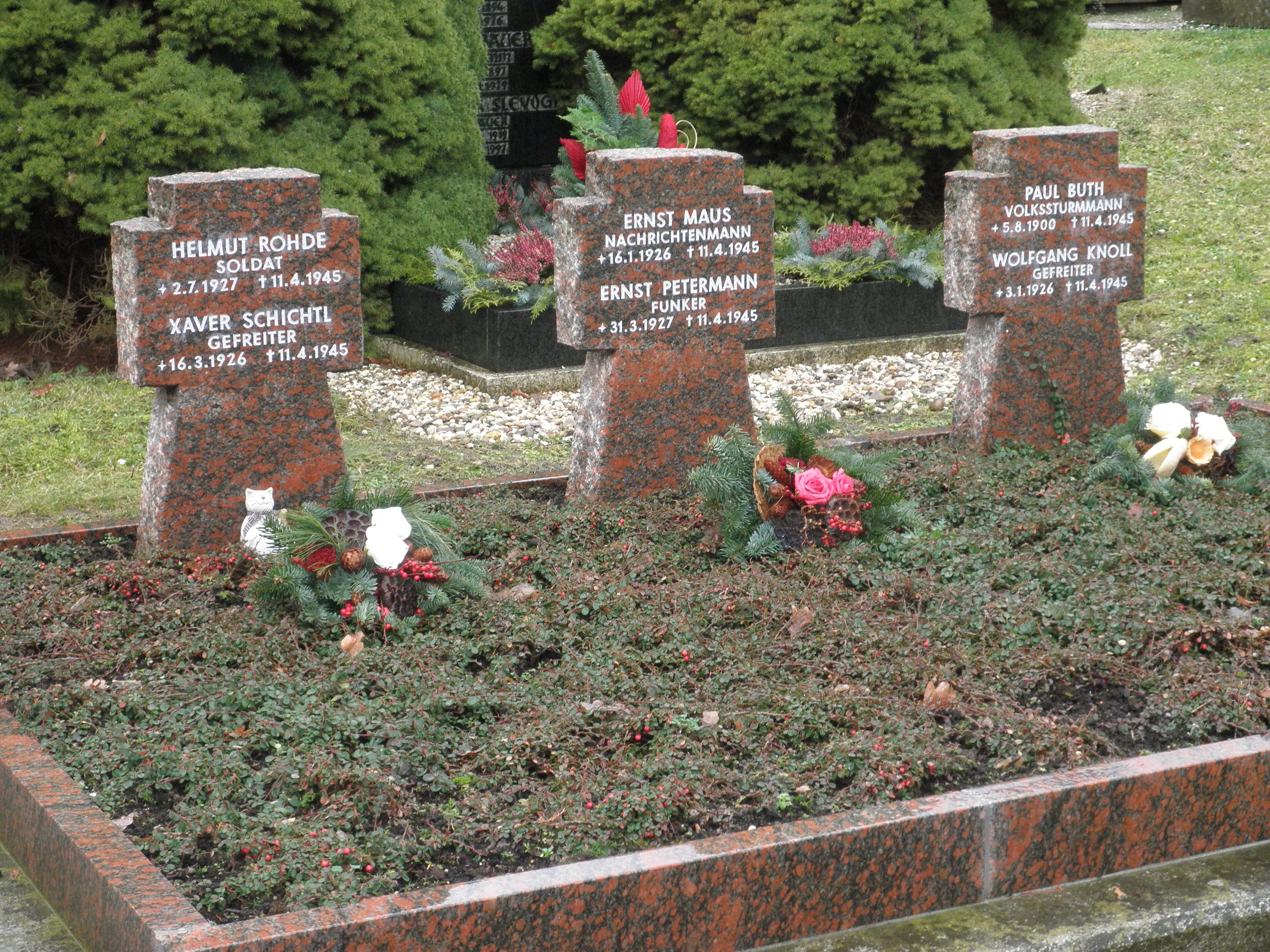
Soldatengräber auf dem Kirchhof in Beichlingen (2012)
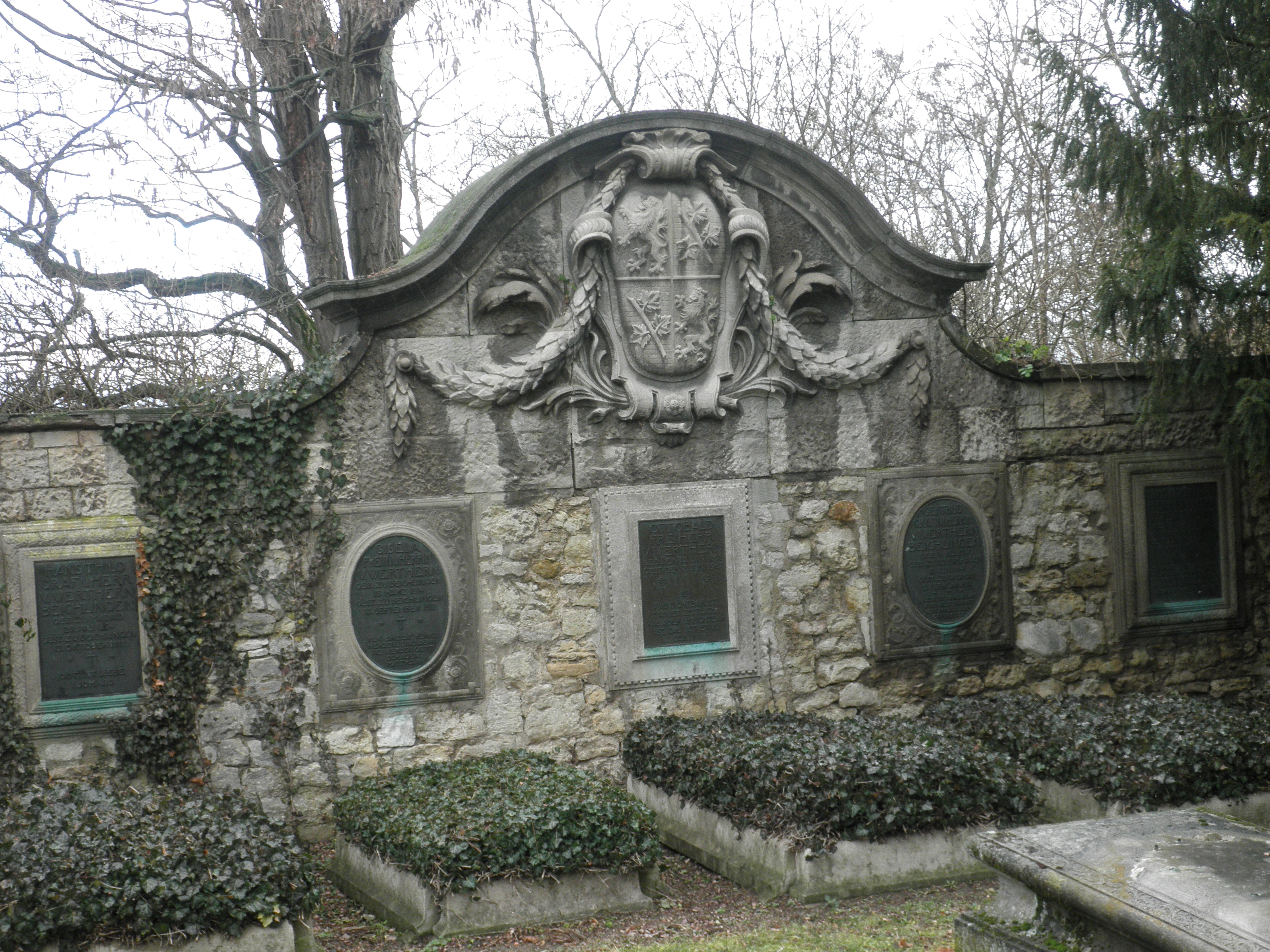
Erbbegräbnis von Werthern auf dem Kirchhof in Beichlingen (2012)

## Vereine
- Feuerwehrverein e. V.
- Freizeitsportverein (FSV) Beichlingen e. V., 1990 gegründet, veranstaltet seit 1997 jährlich den Schlossberglauf
- Förderverein Schloss Beichlingen e. V., gegründet 1991

## Veranstaltungen
- Schlossberglauf Beichlingen
- Osterfeuer Beichlingen

## Umgebung

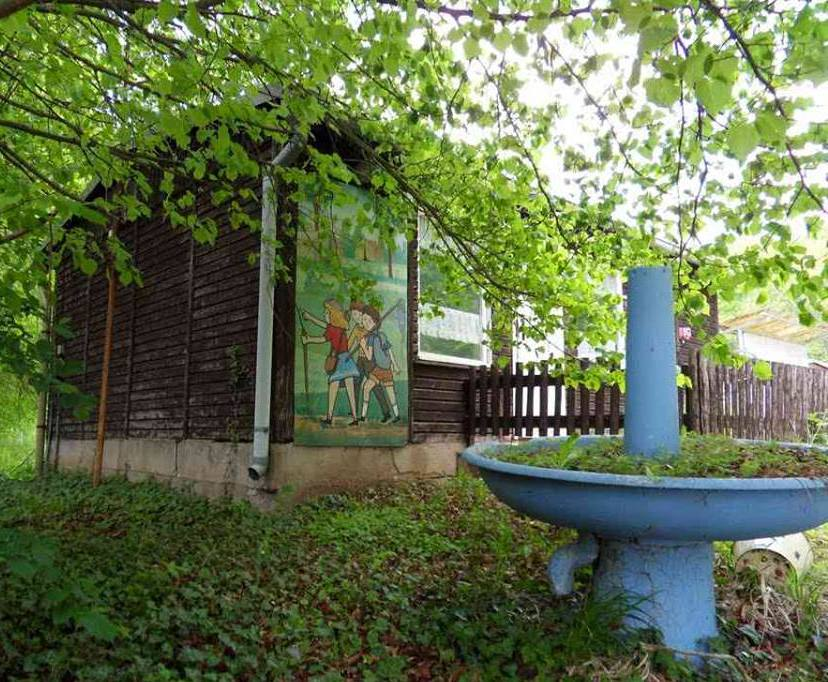
Ehemaliges Kinderferienlager Beichlingen

- ehemaliges Zentrales Pionierlager, spätere Jugendherberge „Kinder- und Jugenddorf“ e. V. „Am Windberg“, seit 2015  Gemeinschaft „Am Windberg e. V.“[11]
- Waldschwimmbad, das nicht mehr nutzbar ist
- Weißer Berg mit Grabmal des Grafen Georg von Werthern-Beichlingen
- Bergzug Schmücke mit Künzelsberg, Wallanlagen der Monraburg und Wendenburg

## Persönlichkeiten
- Georg von Werthern (* 15. September 1581 in Beichlingen; † 10. Juni 1636 in Dresden), kursächsischer Staatsmann[12]
- Georg Graf von Werthern (* 21. Juli 1663 in Beichlingen; † 4. Februar 1721 in Dresden) kursächsischer Diplomat und Minister
- Georg Graf und Herr von Werthern-Beichlingen (* 20. November 1816 in Beichlingen; † 2. Februar 1895 ebenda), Diplomat in preußischen Diensten
- Thilo von Werthern (* 18. März 1818 in Beichlingen; † 1. Februar 1888 in Großneuhausen), Gutsbesitzer und Politiker